# Ліски (Тернопільський район)
Лі́ски —село в Україні, у Збаразькій міській громаді Тернопільського району Тернопільської області. Розташоване на півночі району. До 2020 підпорядковане Залужанській сільраді. До 1995 — хутір, який належав до с. Залужжя.
Населення — 381 осіб (2014).

## Історія
Відоме від 17 ст. Виникло як присілок с. Залужжя. Назва походить від місця розташування – “у лісі, лісках”. У кінці 19–на початку 20 ст. поблизу населеного пункту виникло кілька хуторів.
1927 р. діяла філія товариства “Просвіта”. Протягом 1934–1939 рр. село належало до ґміни Залужжя.
У лютому 1952 р. у 14-и будинках проживало 54 особи. Цього ж року до Лісків приєднано хутори Корчунок (11 будинків) і Хрипи (9 будинків). У 1996 р. Верховна Рада України надала Ліскам статус села. 
12 червня 2020 року, відповідно до Розпорядження Кабінету Міністрів України від  № 724-р «Про визначення адміністративних центрів та затвердження територій територіальних громад Тернопільської області», село увійшло до складу Збаразької міської громади.
19 липня 2020 року, в результаті адміністративно-територіальної реформи та ліквідації Збаразького району, село увійшло до складу новоутвореного Тернопільського району.

## Населення

### Мова
Розподіл населення за рідною мовою за даними перепису 2001 року:
| Мова       | Кількість | Відсоток |
| ---------- | --------- | -------- |
| українська | 351       | 100%     |

## Релігія
Є церква Святого Рівноапостольного Князя Володимира Великого (1992 р., мур.), капличка Св. Апостолів Петра і Павла.

## Соціальна сфера
Діють ФАП, селян. спілка «Корчунок» і ТОВ ім. Б. Хмельницького.

## Галерея

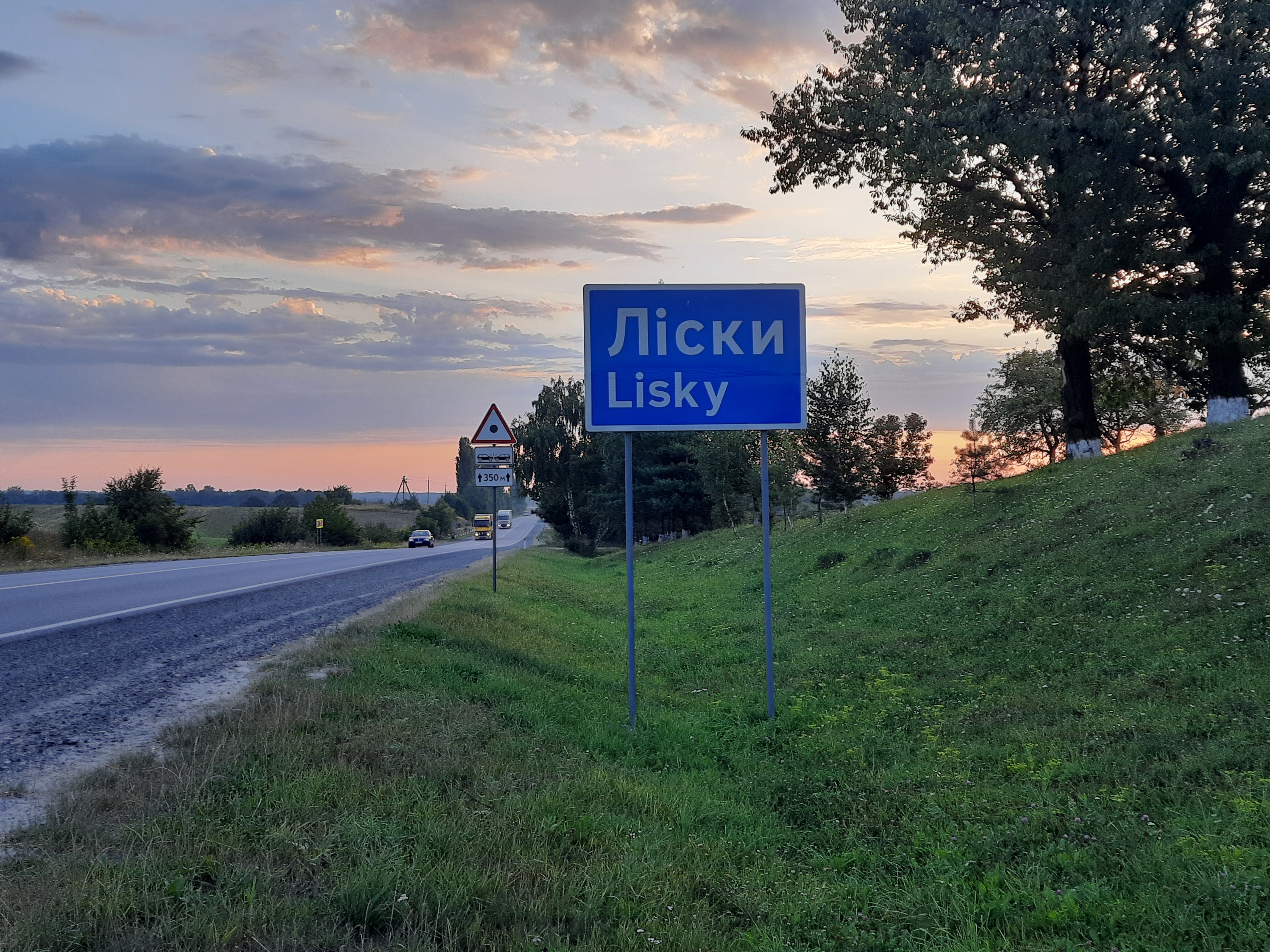
Дорожній знак при в'їзді в село
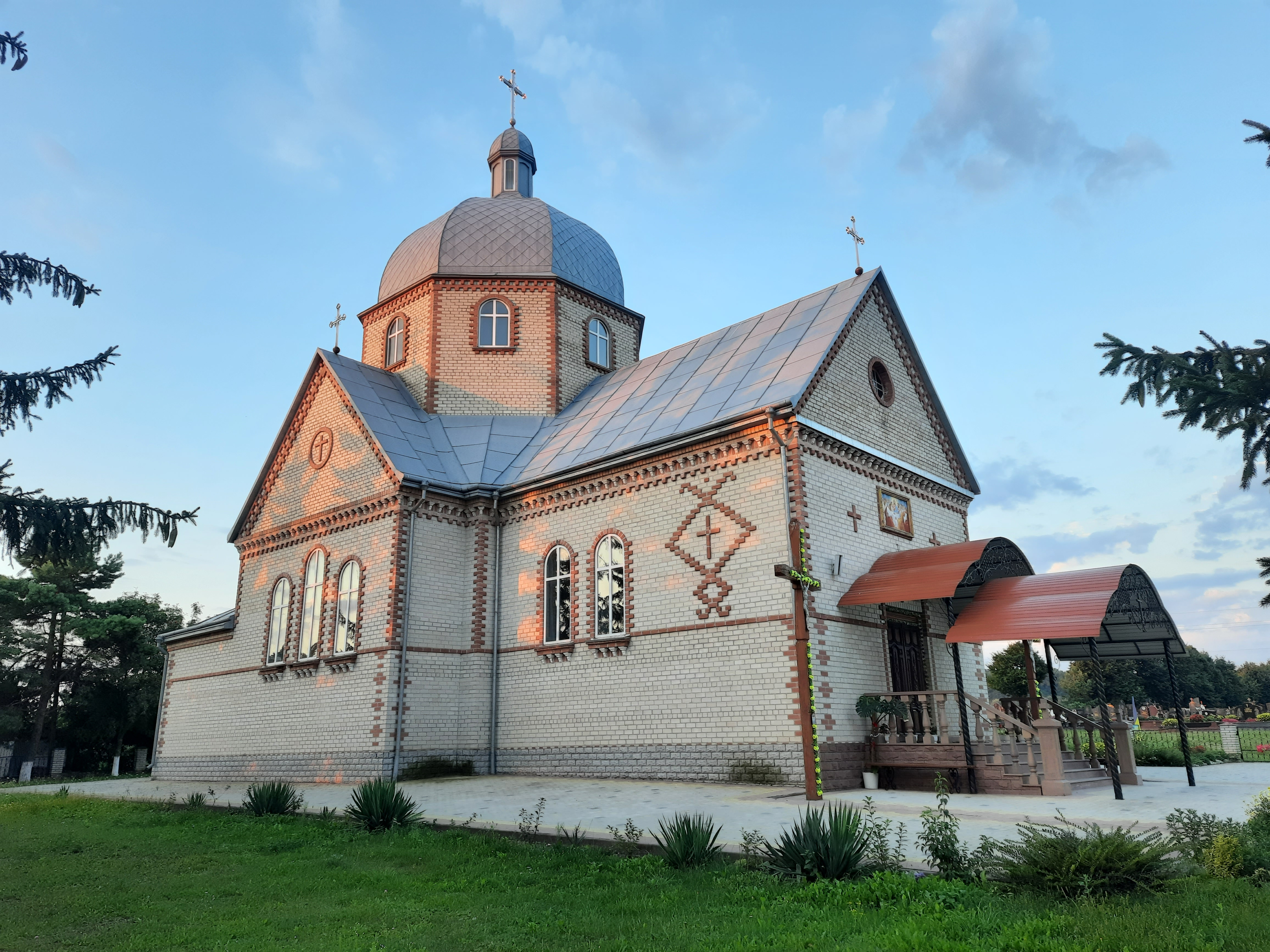
Церква святого рівноапостольного князя Володимира Великого
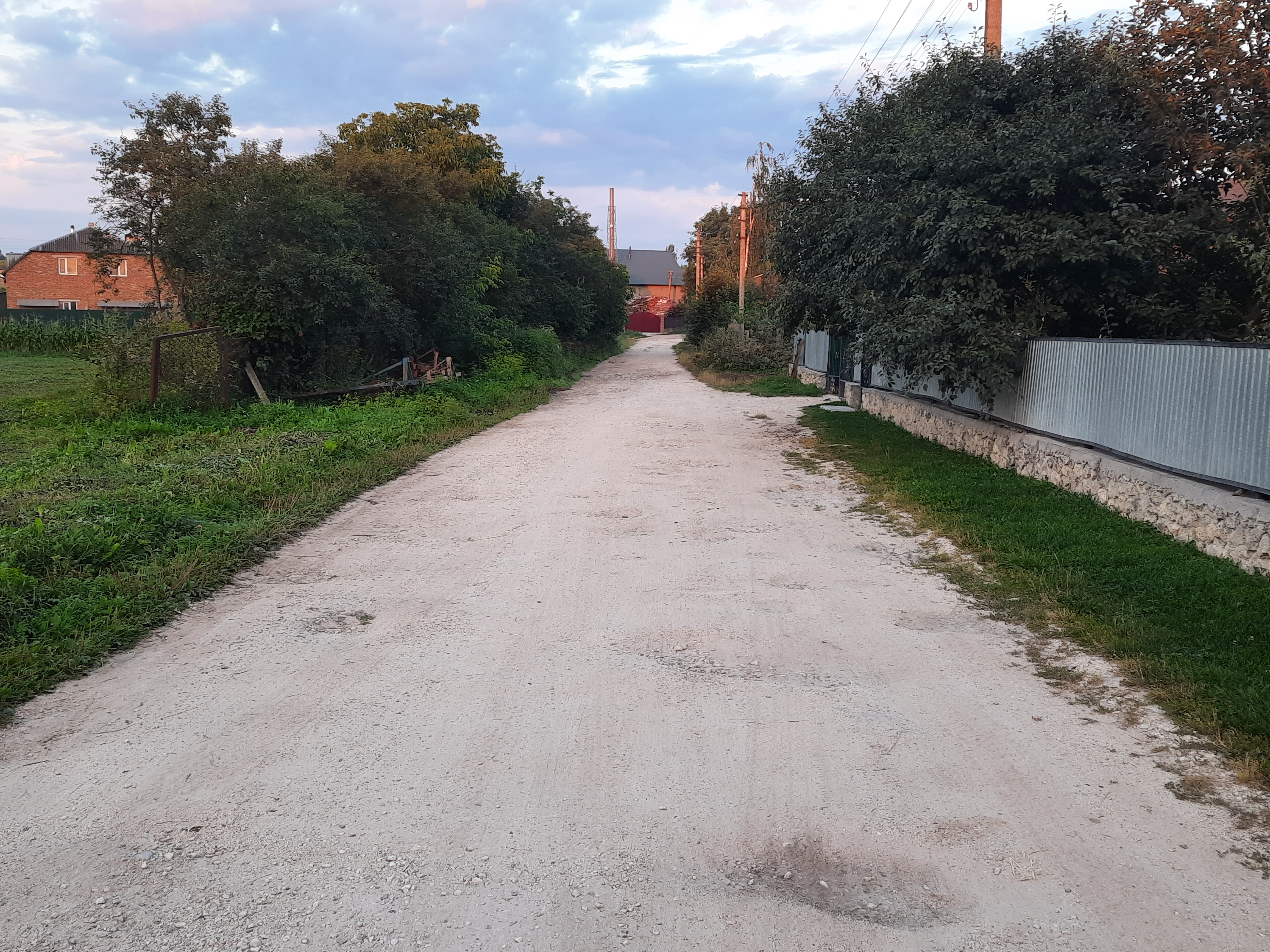
Сільська вулиця
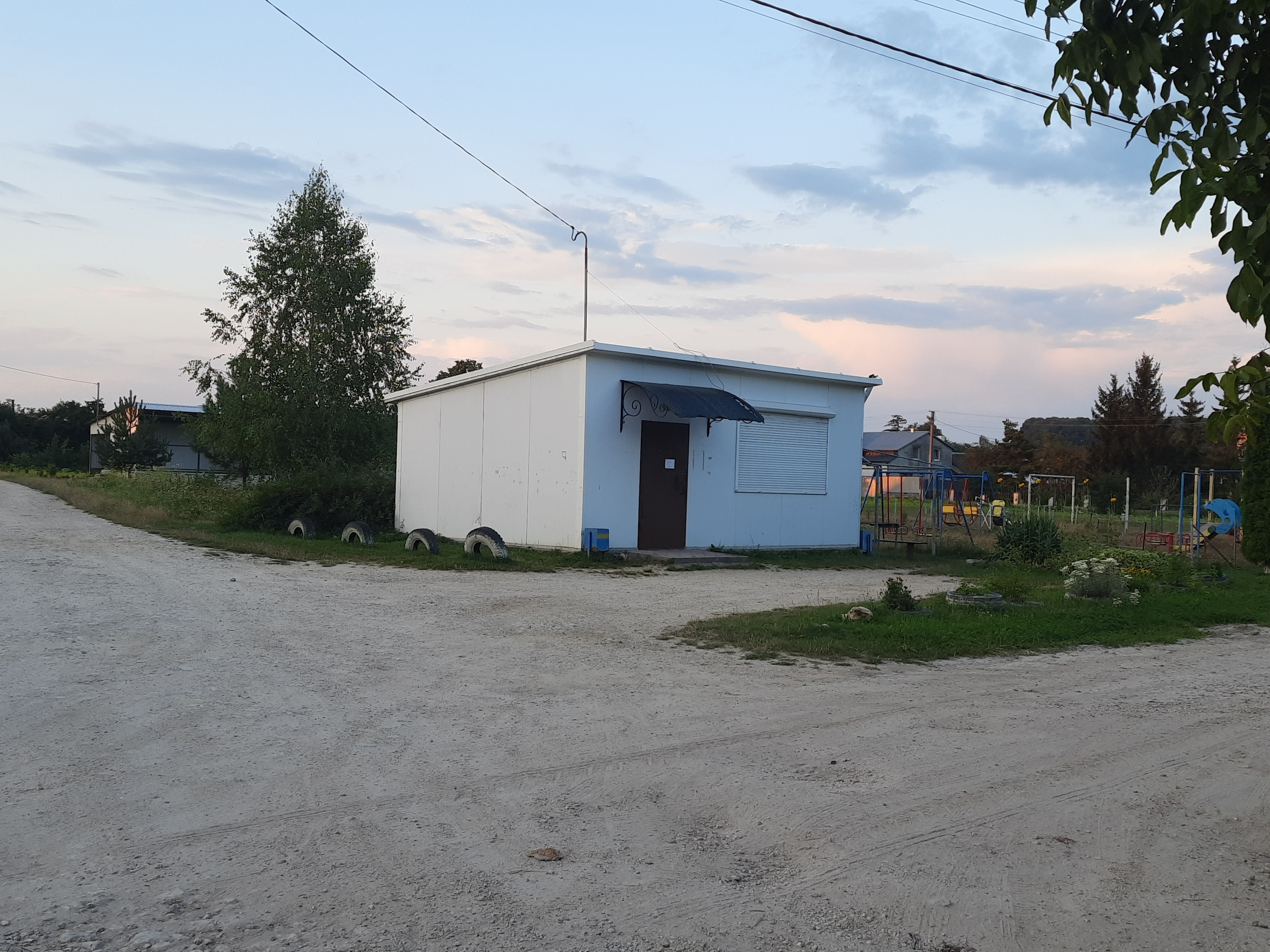
Крамничка
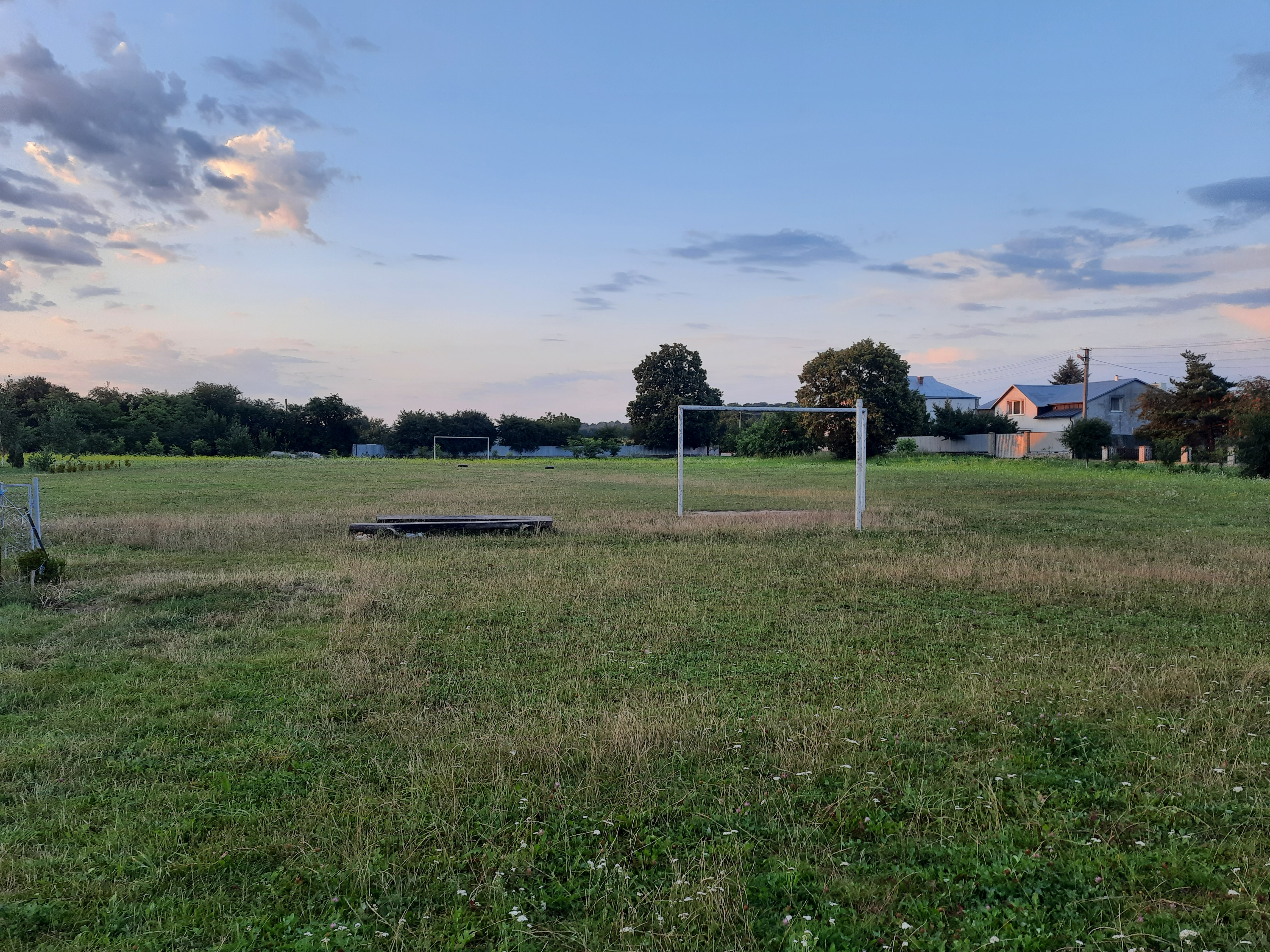
Стадіон